# Globus-Atelier
Globus-Atelier war die Markenbezeichnung für die kaufhauseigenen Fotoateliers des Warenhaus-Konzerns Wertheim. Ab 1898 bis 1934 unterhielt Wertheim in mehreren seiner Kaufhausfilialen Ateliers für Porträtfotos und Labore für Fotoarbeiten; in Berlin zum Beispiel an den Standorten in der Leipziger Straße, der Oranienstraße und der Rosenthaler Straße.

## Werdegang
Die Idee, in Kaufhäusern auch fotografische Dienstleistungen anzubieten, stammte nicht von Wertheim; der sächsische Hofphotograph Wilhelm Höffert (1832–1901) betrieb schon in den 1880er Jahren ein Foto-Atelier unter dem Dach des Warenhauses Herzfeld in Dresden, jedoch unter seinem eigenen Namen und seiner eigenen Leitung. Nachdem die Warenhaus-Firma A. Jandorf & Co. im März 1898 oder am 12. April 1898 in Berlin ein kaufhauseigenes Foto-Atelier in seiner Filiale in der Belle-Alliance-Straße eröffnet hatte, zog die Firma Wertheim noch im gleichen Jahr nach, zunächst jedoch noch nicht mit einem vollständigen Foto-Atelier, sondern mit einem Fotolabor für Amateuraufnahmen sowie für Reproduktionen und Vergrößerungen. Im Sommer des Jahres 1900 eröffnete Wertheim „Globus-Ateliers“ in seinen Filialen Oranienstraße und Rosenthaler Straße; das Haupthaus in der Leipziger Straße erhielt bald darauf, im Dezember 1900, ein Globus-Atelier. Dem folgten Ateliers in den Wertheim-Filialen Königstraße im Jahr 1912 und Moritzplatz im Jahr 1913. 1906 veranstaltete der „Kunstsalon Wertheim“ in der Leipziger Straße in Berlin eine vielbeachtete fotografische Ausstellung, in der Arbeiten aus dem eigenen Atelier ausgestellt wurden. Der Berliner Fachautor für Fotografie Fritz Hansen (1870–1943) schrieb dazu: „Manchem modernen Kunstphotographen dürfte, wenn er die Ausstellung bei Wertheim betrachtet, vor seiner Gottähnlichkeit bange werden. Denn es sind hier Bilder ausgestellt […] die von unseren ersten Ateliers nicht besser geliefert werden können. Dabei ist noch etwas anderes zu beachten: Es handelt sich durchwegs um Porträts bekannter Berliner Persönlichkeiten, zumeist Künstler und Gelehrte von Weltruf, Damen und Herren aus den ersten Gesellschaftskreisen. Alle ließen sich hier bei Wertheim photographieren.“
Der Name der Globus-Ateliers leitete sich aus dem seit 1899 eingetragenen Warenzeichen der Firma Wertheim ab, eine „von dem Buchstaben W getragene Weltkugel“.
Auch andere Kaufhäuser betrieben in ihren Häusern eigene Foto-Ateliers, etwa das Berliner Warenhaus Wilhelm Stein in der Chausseestraße. Das Foto-Atelier im Warenhaus Wilhelm Stein stand unter Leitung des Fotografen Achill de Veer.
Auch in den Berliner Kaufhäusern von Hermann Tietz sowie im KaDeWe, bei Jacob Gebrüder Nachf. sowie bei Graff & Heyhn – um die wichtigsten in Berlin zu nennen – gab es Foto-Ateliers. Außerhalb Berlins gab es Foto-Ateliers bei Wertheim in Rostock und in Breslau, bei den Gebrüdern Barrasch in Breslau, bei Oberpollinger in München, bei Hermann Tietz in Hamburg, München und Stuttgart sowie bei Wronker in Mannheim, um nur einige wichtige zu nennen. Bei Tietz leitete der Fotograf und Maler Max von Rüdiger (1862–1945) das hauseigene Foto-Atelier. Vor diesem Hintergrund schrieb der Architekt Alfred Wiener im Jahr 1912 in seinem Buch über Kaufhäuser: „Ein photographisches Atelier hat heute [d.h.: 1912] jedes selbst nur mittlere Warenhaus (…).“
In der Rostocker Filiale des Kaufhauses Wertheim soll der Name des Fotostudios im Jahr 1907 von „Globus-Atelier“ zu „Atelier Wertheim“ geändert worden sein.
Die Warenhausateliers lagen mit Rücksicht auf die Lichtverhältnisse in aller Regel im obersten Stockwerk des Kaufhausgebäudes, meist jedoch nicht zur Straße, sondern zum Lichthof hin, weil die großen Atelierfenster die Wirkung der Fassade beeinträchtigt hätten. Die Studios erhielten natürlichen Lichteinfall sowohl von der Seite als auch von oben her. Sie bestanden meist aus einer Suite nebeneinanderliegender Räume mit unterschiedlicher Funktion: einem Empfangs- und Wartesalon (oft mit einer Fotoausstellung), dem eigentlichen Atelier, in dem die Aufnahmen gemacht wurden und das oft aus je einem Raum für Tageslicht- und Kunstlichtaufnahmen bestand, einigen Umkleidekabinen, einer oder mehreren Dunkelkammern und mindestens einem Labor für Fotoabzüge und Vergrößerungen. Das Warenhausatelier lag an einem ins Erdgeschoss führendem Treppenhaus und war meist auch per Fahrstuhl erreichbar. Bei Wertheim in der Leipziger Straße hatte das Treppenhaus einen direkten Zugang von der Straße, so dass die Kunden des Globus-Ateliers das übrige Gebäude nicht zu betreten brauchten.
Anfangs boten einige Warenhäuser ihrer Kundschaft Gratisfotografien als Anreiz für einen Einkauf an, teilweise sogar für den bloßen Besuch des Warenhauses. Auch nachdem die Foto-Ateliers der Kaufhäuser ihre Fotografien später nicht mehr kostenlos abgaben, boten sie ihre Fotoleistungen zu Dumping-Preisen an. Ein Besuch im Globus-Atelier kostete die Kundschaft etwa ein Drittel dessen, was sie für dieselben Leistungen in einem herkömmlichen Fotostudio aufbringen musste. Für die kleineren, oft inhabergeführten Fotostudios bedeuteten die Foto-Ateliers der Warenhäuser daher eine bedrohliche Konkurrenz. Manche der kleineren Fotostudios waren darauf verwiesen, sich neben der Porträtfotografie neue Geschäftsfelder zu erschließen, in denen sich die Warenhausateliers nicht betätigten, etwa die künstlerische Fotografie, die Landschafts- und Architekturfotografie oder die Ereignis-Fotografie. Die fallenden Preise für Porträtfotos ermöglichten aber weiten Teilen der Bevölkerung – und nicht mehr nur den Wohlhabenden – sich fotografieren zu lassen, wodurch die Foto-Ateliers der Kaufhäuser erheblich zur Popularisierung der Porträtfotografie beitrugen. 
Die Verbilligung und Popularisierung der Porträtfotografie durch die Warenhausateliers in der Zeit von etwa 1898 bis in die 1920er Jahre wirkte sich auch auf den vorherrschenden Stil in der Porträtfotografie aus: 
„Mit wachsender Nachfrage entwickelte sich in der Porträtfotografie eine Art Fließbandproduktion, die auch den Stil der Bilder veränderte: Sie wurden schlichter und funktionaler; aufwendig gemalte Kulissen und Requisiten wurden sparsamer eingesetzt. Diese Reduktion war nicht nur ökonomisch effizient, sondern entsprach zugleich dem modernen Zeitgeschmack. Die fotografierte Person rückte in den Mittelpunkt – nüchtern, direkt, vor neutraleren Hintergründen […]“
Nachdem sich jedoch die Amateurfotografie immer weiter verbreitete und sich immer mehr private Haushalte eine eigene Fotokamera anschafften, ging bei Wertheim die Blütezeit seiner hauseigenene Globus-Ateliers Ende der 1920er Jahre zu Ende. Zwar wurde um 1925 das Globus-Atelier neu konzipiert und eingerichtet, allmählich trat in den Wertheim-Warenhäusern jedoch die Atelier-Arbeit hinter den Fotohandel zurück. Ab den 1930er Jahren unterhielten viele Warenhäuser ein Foto-Atelier nur noch für ihre eigenen Werbezwecke, nämlich um die gedruckte Reklame für das Kaufhaus durch Fotografien aufzuwerten. Bald nach der nationalsozialistischen „Machtergreifung“, im Jahr 1934, folgte das endgültige Aus für die Warenhaus-Foto-Ateliers: Warenhäuser durften keine Handwerksbetriebe mehr führen. Bei Wertheim in der Leipziger Straße wurde das Atelier an dessen langjährigen Leiter Otto Prenzel vermietet. Es bestand bis zur Zerstörung des Warenhaus-Gebäudes im Jahr 1944.